# Словенцы
Слове́нцы (словен. Slovenci) — южнославянский народ. Общая численность в мире — 2-2,5 миллионов человек.
Проживают в Словении (2 миллиона человек, оценки 2008 года). Национальная перепись 2002 года зарегистрировала 1,63 миллиона человек, которые назвали себя словенцами по национальности, тогда как 1,72 млн отнесли себя к словенцам по языку. Второе по численности словенцев государство — США, далее идут Италия, Канада, Австрия, Германия, Австралия, Хорватия и ряд других государств. Ранее в русской литературе было больше известно старое книжное название Словинцы (сами себя они называют Slovenci).
Говорят на словенском языке.

## История
Словенцы (или словинцы) заселили Крайну во второй половине VI столетия из Паннонии. Вытесненные аварами, в VIII столетии они были подчинены баварцам и франкам, а в конце VIII столетия эта страна (Крайна) была подчинена королём франков Карлом «Великим», а затем венграми. В старину их назывли хорутане (в латинской форме — Carantani) — название, встречающееся ещё и у русского летописца Нестора и у чешского Далимида. В VII—VIII столетии они приняли христианство. В начале XX столетия немцы называли их виндами (Winden), а язык их — виндским (windische Sprache).
В VII—XI столетиях они занимали гораздо большую площадь: всю Каринтию, всю Штирию, Ракусы (собственно Австрию) на правом берегу Дуная, часть современных Зальцбурга и Тироль, и об этом свидетельствуют как письменные исторические памятники, так и встречающиеся в большом количестве в этих областях (краях, странах), на начало XX столетия, местные славянские названия.
Всех словенцев (или словинцев) в 1890 году насчитывалось до 1 275 000 человек (1 176 535 в Австрии, 94 425 в Венгрии). По религии бо̀льшая их часть были католиками, и лишь немногие принадлежали к протестантам, еще меньше — к православным.
Русское название, на начало XX столетия, — словинцы (или словенцы), происшедшее непосредственно от племенного словене (как назывались, вероятно, ещё сравнительно недавно словаки, а в России (на Руси) — новгородские славяне). Оно было общеупотребительно преимущественно в Штирии, Хорутании (Каринтии) и Приморье.
На начало XX столетия словенцы главным образом жили в горной стране Штирийских Альпов и плоскогорья Карста, образуя более или менее сплошные массы в основном в цислейтанских провинциях Австро-Венгерской империи и отчасти в королевствах Венгрия и Италия.
В австрийской части империи словенцы жили в Крайне, в южной части Штирии, в юго-восточной Каринтии (Хорутании), в Герце и Градиске, в небольшой части северо-западной Истрии, а в венгерской части — в частях комитатов Саладского, Железного и Веспримского; в Италии — в Резьянской долине (Удинский округ), составляя большинство населения лишь в Крайне, Герце и Градиске.
Итого их числилось:
- в Австрии — около 1 175 000 человек;
- в Венгрии — около 60 000 человек;
- в Италии — около 33 000 человек[25].

На 1909 год — 1 300 000 человек.

## Словенские ирреденты
За пределами Словении этнические словенцы компактно проживают в Южной Австрии (каринтийские словенцы), в хорватской части полуострова Истрия и в регионах Италии, пограничных со Словенией (Венецианская Словения).

## Словенские субэтносы
Среди словенцев выделяются разного рода субэтнические группы, различающиеся культурными, бытовыми, языковыми и другими чертами. Их объединяют в четыре основные этнографические области — альпийскую, среднесловенскую, средиземноморскую и паннонскую.

## Язык
Язык словенцев — словенский, один из южнославянских языков.
Из-за того, что словенские общины развивались в условиях изоляции друг от друга горными хребтами на протяжении столетий, словенский язык, несмотря на его небольшой географический ареал, отличается высокой степенью диалектного дробления.